# Parco nazionale Femundsmarka
Il parco nazionale Femundsmarka (norvegese: Femundsmarka nasjonalpark) è un parco nazionale della Norvegia, nelle contee di Innlandet e Trøndelag. È stato istituito nel 1971 e occupa una superficie di 390 km².